# Майструк, Анатолий Григорьевич
Анатолий Григорьевич Майструк (1948, Никитинцы, Проскуровский район, Хмельницкая область, УССР, СССР — 26 января 1985, СИЗО-1, Усть-Илимск, Иркутская область, РСФСР, СССР) — советский серийный убийца, совершивший, по версии следствия, не менее 8 убийств мужчин на территории Казахской ССР, Усть-Илимска и Воронежской области в 1981 году из корыстных побуждений. Истинный масштаб деяний Анатолия Майструка остался неизвестным следствию. Сам Майструк утверждал, что совершил 28 убийств на территории Узбекистана, Казахстана, Молдавии, Латвии, Украины, в городах Анадырь, Братск, Москва и Воронеж, но очевидных доказательств этому найдено не было. 26 января 1985 года во время судебного процесса незадолго до вынесения приговора Анатолий Майструк, находясь в СИЗО, совершил самоубийство.

## Биография

### Жизнь до убийств
Анатолий Майструк родился в 1948 году в селе Никитинцы (Хмельницкая область, Украинская ССР). Имел младшего брата Леонида. Детство и юность Майструк провел в социально неблагополучной обстановке. В середине 1950-х годов, вскоре после рождения Леонида, их отец Григорий Майструк органами НКВД был разоблачен как изменник родины за сотрудничество с нацистским оккупационным режимом во время Великой Отечественной войны и был обвинен в коллаборационизме. Он был осужден и получил в качестве уголовного наказания 10 лет лишения свободы. После ареста и осуждения отца Анатолий и его брат Леонид стали социальными изгоями в селе. Они подвергались физическим нападкам со стороны других детей и взрослых, которые называли Анатолия и Леонида «фашистами». В 1963 году была арестована мать братьев по обвинению в хищении социалистической собственности. Несовершеннолетних Анатолия и Леонида органы опеки и попечительства должны были отвезти в детский приют, но братья собрали вещи и сбежали из дома. Братья намеревались найти приют у различных родственников, однако они все отказали им в этом, не желая связываться с ними, так как они являлись членами семьи изменника Родины. На протяжении трех последующих лет Анатолий и Леонид скитались по территории Украинской ССР и вели бродяжнический образ жизни, зарабатывая на жизнь кражами и случайными заработками, страдая недоеданием. В конце 1960-х годов братья проживали у одного из своих новых знакомых. В 1966 году Анатолий Майструк явился в военкомат и отправился служить в Советскую армию, а несовершеннолетний Леонид в это время продолжал проживать у знакомых. Во время службы в армии на территории Краснодарского края, Анатолий Майструк искусно овладел приемами самбо и метания ножа. Отслужив в армии, Майструк остался жить в Краснодарском крае, где вскоре отучился на водителя, после чего нашел работу и жилье. В этот период он разыскал брата Леонида и забрал его к себе. Переломным в судьбе Анатолия Майструка стал 1974 год. Работая водителем грузовика, он сбил на проселочной дороге двух мальчиков, которые играли в лесу. Один из мальчиков погиб, после Майструк был осужден и получил в качестве уголовного наказания 4 года лишения свободы. Он отбывал наказание в колонии-поселении, расположенной в городе Усть-Илимск. В 1978 году Майструк за хорошее поведение получил условно-досрочное освобождение и вышел на свободу.
После освобождения Анатолий Майструк решил остаться в Усть-Илимске. Ему удалось устроиться в местной «ЖЭУ» сразу на три должности - кровельщика, сторожа и художника. За короткий срок ему удалось войти в число передовиков, после чего он за самоотверженный труд он получил несмотря на судимость от «ЖЭУ» квартиру. В 1980-м году после возведения в Усть-Илимске ГЭС, передовики на производствах и ударники социалистического труда, отработав 5 лет, имели право получить сертификат на приобретение автомобиля «ВАЗ-21013» на льготных условиях – по талонам в рассрочку. Узнав об этом, Анатолий Майструк решил заняться спекуляцией. Среди жителей Усть-Илимска он разыскивал ударников соцтруда, которых уговаривал получить автомобиль, после чего предлагал им продать его и находил на него покупателей, выступая при этом посредником, получая процент от продажи автомобиля. Совершив несколько успешных сделок, Анатолий сумел накопить достаточно денег, что самому приобрести первый автомобиль, после чего набрав опыта он стал сам продавать автомобили без участия посредников. В деле спекуляций Майструк достиг определенных успехов. Вскоре он уже мог предложить за покупку машины до 7 000 рублей, которую успешно продавал уже 14 000. К началу 1981 года на территории Иркутской области возник подпольный авторынок, который пользовался особой у жителей азиатских  республик СССР, преимущественно у торговцев, которые обладали большими суммами денег, после чего Анатолий Майструк уволился с работы и начал зарабатывать на жизнь исключительно спекуляцией. Узнав от покупателей автомобилей о существовании подпольных авторынков в других городах и регионах СССР, Майструк с целью подороже продавать автомобили, вскоре стал перемещаться по разным регионам страны, где совершил серию убийств.

### Убийства
Первые убийства Майструк, по версии следствия, совершил в августе 1981 года. Жертвами оказались трое мужчин, братья Муйдиновы и их дядя, которые приехали из города Намангана в Усть-Илимск для покупки автомобиля, имея при себе 14 000 рублей, которые хранили в трусах. Всех убитых Майструк раздел ниже пояса, а братьев Муйдиновых обезглавил с помощью ножа, пытаясь помешать правоохранительным органам идентифицировать личности убитых. Однако в ходе расследования, который проводил руководитель оперативной группы, старший оперуполномоченный по особо важным делам областного УВД Раис Мазитов, личности убитых были установлены, а также был найден свидетель по фамилии Камбаров, который заявил Мазитову, что видел погибших в Иркутске на подпольном авторынке, где они приобрели автомобиль у высокого мужчины славянской внешности, который представлялся директором завода в Ангарске. На основании показаний Камбарова был составлен фоторобот, который очень хорошо соответствовал чертам внешности Майструка. Следующие три убийства Анатолий Майструк совершил на территории Воронежской области. Отправившись в Москву, Майструк на подпольном авторынке сумел по очень дорогой цене продать машину трем жителям Туркменской ССР. После успешной сделки мужчины согласились подвезти Анатолия до Воронежа, где недалеко от города, в сельской местности он хладнокровно их всех зарезал. Одного из мужчин, ветерана «Великой отечественной войны», Майструк убил, метнув в него нож с далекого расстояния, применив навык, которому обучился во время службы в Советской армии. Последние два убийства Анатолий Майструк, по версии следствия, совершил в городе Джамбул (Казахская ССР). Его жертвами, как и в предыдущих случаях, стали мужчины, которые пытались приобрести автомобиль.

### Арест, следствие и смерть
После совершения убийств в Джамбуле Майструк попал под внимание правоохранительных органов. Оказавшись в Усть-Илимске, он по причине большого сходства с фотороботом серийного убийцы был задержан и допрошен местным участковым. Во время допроса Майструк отрицал факт знакомства с узбеками, однако после угроз ареста в случае опознания его свидетелем Камбаровым на очной ставке Анатолий Майструк заявил, что встречался с убитыми, но не причастен к преступлениям. Майструк утверждал, что к убийству жителей Узбекской ССР может быть причастен один из его знакомых, который так же, как и он, занимался спекуляцией. Так как очевидных доказательств причастности Майструка к совершению серийных убийств на тот момент найдено не было, участковый вынужден был его отпустить, после чего Майструк сбежал из города. Информация о причастности знакомого Майструка к серийным убийствам не подтвердилась, после чего Анатолий был объявлен в розыск и был задержан его брат Леонид. Узнав об убийствах Анатолия, Леонид Майструк решил сотрудничать со следствием. Он заявил Раису Мазитову, что Анатолий скрывается на территории Украинской ССР и поддерживает связь только с ним. Для задержания Анатолия Майструка сотрудники правоохранительных органов пошли на хитрость. Согласно их плану, Леонид Майструк отправил ему телеграмму с текстом: «Все тихо, возвращайся». Получив телеграмму, Анатолий Майструк принял решение вернуться и пожить некоторое время у своей любовницы, которая работала медсестрой. После установления личности девушки она была задержана. Во время допроса она дала важные показания. Согласно ее показаниям, Анатолий Майструк всегда приходил к ней поздно ночью, когда она уже находилась в постели. Появившись в квартире, он раздевался, ложился в кровать и хватал ее за грудь. В день появления Майструка в квартире любовницы сотрудники правоохранительных органов организовали засаду. Раис Мазитов сыграл роль любовницы Анатолия, а двое его коллег находились на кухне. С целью не вызвать никаких подозрений у Майструка Мазитов надел женский парик, накладную пластмассовую грудь и женскую сорочку. Расчет оперативников полностью оправдался. Появившись в квартире, Анатолий Майструк начал действовать так, как описывала его действия любовница. Анатолий Майструк потерял бдительность после того, как обнаружил вместо девушки в постели переодетого Раиса Мазитова, чем непременно воспользовался Мазитов и его коллеги. Майструк был закован в наручники и арестован. После ареста он отрицал причастность к убийствам, однако на его психоэмоциональное состояние повлияла встреча с братом Леонидом. Узнав о предательстве брата, Анатолий Майструк вскоре признался в совершенных убийствах и начал сотрудничать со следствием. Первоначально он активно способствовал раскрытию преступлений. Майструк утверждал, что совершил в общей сложности 28 убийств из корыстных побуждений в период с 1980 по 1981 года на территории Узбекской ССР, Казахской ССР, Молдавской ССР, Латвийской ССР и Украинской ССР. Также он утверждал, что совершал убийства в городах Анадырь, Братск, Москва и Воронеж. Расследование продолжалось 5 лет. Над делом работали прокурор-криминалист Иркутской области Юрий Курин, старший оперуполномоченный по особо важным делам Александр Эдельман и Раис Мазитов. После того как были доказаны 8 убийств, Майструк неожиданно впал в депрессию и перестал сотрудничать со следствием, демонстрируя агрессивное поведение и признаки тяжелого психического расстройства. Во время проведения одного из следственных экспериментов, он неожиданно совершил нападение на Раиса Мазитова, пытаюсь выхватить у него из кобуры пистолет, однако попытка нападения была предотвращена коллегами Мазитова, которые вовремя подоспели к Майструку и сумели его скрутить. После этого Анатолий Майструк с целью затянуть расследование и отложить начало судебного процесса, заявил, что будет каждый год будет рассказывать всего лишь по одному преступлению и ждать момента, однако его расчет не оправдался. В 1984 году расследование было окончено и уголовное дело было передано в суд. В конечном итоге Анатолию Майструку было предъявлено обвинение в совершении 8 убийств. Во время судебного процесса, который начался в конце 1984 года, Майструк демонстрировал девиантное поведение и агрессию в отношении судьи, представителей обвинения и свидетелей. Во время судебных заседаний он симулировал сумасшествие, реагировал на речь судьи и представителей прокуратуры криками и наносил себе самоповреждение, пытаясь сломать решетку в клетке. Незадолго до окончания суда и вынесения вердикта, находясь в СИЗО, 26 января 1985 года Анатолий Майструк совершил самоубийство в камере путем повешения. Перед смертью он оставил предсмертную записку с текстом: «Не дам себя расстрелять». Брат Майструка Леонид несмотря на то, что помог следствию в деле разоблачения брата, в конечном итоге тоже был привлечен к уголовной ответственности по обвинению в недонесении и занятии спекуляцией. Он был осужден и получил в качестве уголовного наказания 8 лет лишения свободы, которое отбывал в исправительной колонии, расположенной в городе Усть-Кут. Отбыв срок, он вернулся в Усть-Илимск, где вскоре заболел и умер.

## В массовой культуре
- Документальный фильм «Катафалк» из цикла «Легенды советского сыска» (2014)[7]
- Документальный фильм «Без головы» из цикла «Следствие вели» (2021)[8]

По сюжету фильма «Без головы» Анатолий Майструк убивал жителей азиатских республик СССР по мотивам национальной ненависти и личной неприязни, так как в 1976 году застал свою жену в постели со своим приятелем-узбеком. Однако в 2022 году Раис Мазитов во время интервью заявил, что это не соответствовало действительности, и все убийства преступник совершил исключительно из корыстных побуждений.